# Contea di Rankin
La contea di Rankin (in inglese Rankin County) è una contea dello Stato del Mississippi, negli Stati Uniti. La popolazione al censimento del 2000 era di 115 327 abitanti. Il capoluogo di contea è Brandon.